# DSB ER
Die Baureihe ER sind vom Hersteller ABB Scandia in Randers entworfene vierteilige Elektrotriebzüge für die Danske Statsbaner (DSB) in Dänemark. Sie wurden konzeptionell aus dem Dieseltriebzug der Baureihe MF weiterentwickelt. Die Bauart ist in Dänemark auch unter der Bezeichnung IR4 bekannt.

## Design und Technik
Eine Einheit besteht aus vier Wagenkästen: ein Motorwagen ER (2001–2044), zwei Mittelwagen FR (2201–2244 und 2301–2344) sowie ein weiterer Motorwagen ER (2101–2144). Sie läuft auf insgesamt fünf Drehgestellen (davon drei Jakobs-Drehgestelle) mit der Achsfolge Bo’2’2’2’Bo’ und wird von vier Elektromotoren mit je 420 kW angetrieben.
Die Einzelfahrzeuge sind unterschiedlich ausgestattet:
| Baureihe | Fahrzeug- nummern | Sitzplätze            | Länge     | Typ         | Leistung   | Bemerkungen                                               |
| -------- | ----------------- | --------------------- | --------- | ----------- | ---------- | --------------------------------------------------------- |
| ER       | 2001–2044         | 1. Kl.: 24 2. Kl.: 27 | 20.530 mm | Triebwagen  | 2 × 420 kW | mit Stromabnehmer, Gepäckraum 2018–2044 mit Kaffeeautomat |
| FR       | 2201–2244         | 2. Kl: 52             | 17.730 mm | Mittelwagen |            | mit Stromabnehmer                                         |
| FR       | 2301–2344         | 2. Kl: 52             | 17.730 mm | Mittelwagen |            | ohne Stromabnehmer                                        |
| ER       | 2101–2144         | 2. Kl: 52             | 20.530 mm | Triebwagen  | 2 × 420 kW | ohne Stromabnehmer                                        |

Die Einheiten der Baureihe ER können mit den dreiteiligen Dieseltriebzügen der Baureihe MF vielfachgesteuert im Verband gefahren werden. Die Besonderheit beider Baureihen ist ein wegklappbarer Führerstand, der zu einem Durchgang umfunktionierbar ist. Auf diese Weise lassen sich maximal fünf ER- bzw. MF-Einheiten zu einem durchgängigen Zug kombinieren. Das Verbinden mehrerer Einheiten erfolgt über automatische Scharfenbergkupplungen. Der Wagenübergang ist dank des Gummiwulstes zugluftdicht. Die Triebzüge sind mit dem Zugbeeinflussungssystem ATC für Dänemark ausgestattet.
Um ähnliche Züge handelt es sich bei der Baureihe ET, die zwischen Dänemark und Schweden verkehrt. Diese Züge, bei denen es sich um eine Neuentwicklung nach gleichem Konzept, jedoch ohne Jakobsdrehgestelle handelt, sind den Baureihen ER und MF zwar äußerlich ähnlich, können mit diesen aber nicht im Verbund gefahren werden.

## Geschichte
Die Elektrotriebzüge wurden ursprünglich für den regionalen Verkehr auf den elektrifizierten Strecken im Raum Kopenhagen entwickelt und wurden daher gegenüber der für den Fernverkehr entworfenen Diesel-Baureihe MF einfacher ausgestattet. Später wurde das Einsatzgebiet jedoch um die elektrifizierte Fernstrecke Kopenhagen–Odense–Fredericia–Sønderborg erweitert und die Innenausstattung auf das Niveau der Baureihe MF aufgewertet.

## ERK / ERF
In Verbindung mit der Lizenzvergabe der Kystbane an DSBFirst (ab Dezember 2011 DSB Øresund) ab dem 11. Januar 2009 werden die Fahrzeuge ER 2001–2020 intern als ERK bezeichnet, wobei das K für Kystbane steht. Diese Züge werden normal auf dieser Strecke eingesetzt. Wenn sie dort nicht alle benötigt werden, werden sie an DSB zurückverliehen, wo sie vor allem zwischen Østerport und Ringsted zum Einsatz kommen.
Umlauftechnisch werden die ER 2021–2044 ERF genannt (F für fjerntog). Diese Züge bedienen den Fernverkehr auf den elektrifizierten Strecken.